# Yoshioka Yayoi
Pour les articles homonymes, voir Yoshioka (homonymie).
Yoshioka Yayoi (吉岡 彌生 (Yoshioka Yayoi), né le 29 avril 1871 et mort le 22 mai 1959, est une médecin et féministe japonaise. Elle est également connue pour son engagement politique : comme plusieurs de ses collègues de l'époque, elle a préconisé l'importance de l'éducation sexuelle, et elle a également été une militante de premier plan pour les droits des femmes.
Elle fait partie de la génération de femmes japonaises qui, influencées par les missions chrétiennes américaines qui ont ouverts de nombreuses écoles pour filles, ont pu étudier la médecine aux États-Unis ou en Allemagne, à une époque où c'était le seul moyen pour les femmes japonaises de faire de telles études.
Elle a également dirigé l'Université pour Femmes de Médecine de Tokyo, et en tant que tel à inciter de nombreuses femmes du Japon mais également de ses colonies, de Chine et de pays voisins à venir étudier dans l'université pour travailler ensuite auprès des femmes, qui ne bénéficiaient en grande majorité pas des progrès apportés par la médecine occidentale. Elle initie de nombreuses missions en envoyant des médecins qui avaient étudié dans son école dans différents pays d'Asie du sud-est. Par exemple, elle envoie en 1916 à Rangoun des docteurs, pour y prendre soin des femmes qui étaient encore hésitantes à consulter les médecins hommes. Elle soutient également que les femmes japonaises vivant là-bas étant en majorité des prostituées, il est du devoir du Japon de préserver leur honneur,.
Le cratère vénusien Yoshioka a été nommé en son honneur, de même que l'astéroïde (6199) Yoshiokayayoi, découvert en 1992.